# Rhadinobracon rosa
Rhadinobracon rosa är en stekelart som först beskrevs av Cameron 1909.  Rhadinobracon rosa ingår i släktet Rhadinobracon och familjen bracksteklar. Inga underarter finns listade i Catalogue of Life.